# Безымянный (вулкан на Камчатке)

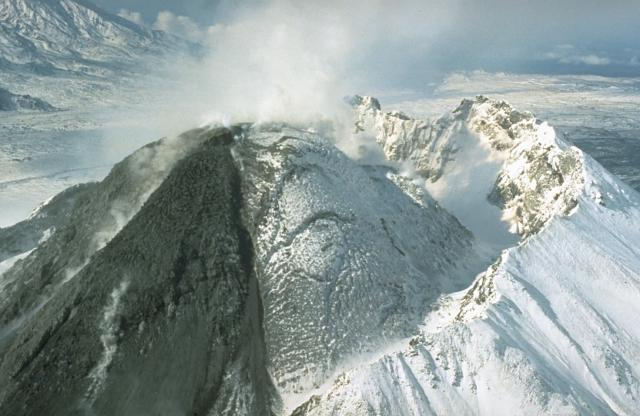
Вулкан Безымянный (1990 г.). Снимок USGS.

Безымя́нный — действующий вулкан на Камчатке, близ Ключевской сопки, примерно в 40 км от посёлка Ключи Усть-Камчатского района.

## Современное состояние
Абсолютная высота — 2882 м (до 1956 г. — 3075 м), в состав входят остатки уничтоженного извержением 1956 г. старого вулкана (в юго-восточной части массива), молодой активный стратовулкан и кратер на месте старого вулкана диаметром 1,3х2,8 км. На склонах — многочисленные лавовые потоки, у подножия — 16 экструзивных куполов.

## Извержения

Вулкан Безымянный до катастрофического извержения 1955-56

Знаменитое катастрофическое извержение вулкана 30 марта 1956 г. выделено Г. С. Горшковым и Г. Е. Богоявленской в самостоятельный тип — «направленный взрыв» или «тип Безымянный», который признан мировой вулканологией («directed blast», «lateral blast», «type Bezymianny»).

### Извержение 1955—1956 гг.
Извержение 1955—1956 гг. было первым в этом районе с 1697 г. и произошло, по данным тефрохронологических исследований, после 1000-летнего периода покоя. До извержения вулкан имел форму правильного конуса высотой 3085 м. (стратовулкан преимущественно андезитового состава, осложнённый вершинным и побочными экструзивными куполами). Извержение началось 22 октября 1955 г. после 23-дневного роя землетрясений. До 30 марта 1956 г. извержение носило умеренный, вулканский характер (докульминационная стадия). В этот период на вершине вулкана образовался кратер диаметром 800 м, из которого происходили частые выбросы пепла на высоту 2-7 км. В конце ноября в кратере началось выжимание купола вязкой лавы. Одновременно с ростом внутрикратерного купола началось сильное вздутие юго-восточного склона вулкана. Величина деформации, оценённая по фотографиям, достигала 100 м. Деформация склона была связана с тем, что часть магматического расплава внедрялась в виде криптокупола (близповерхностной интрузии) в постройку вулкана.
Катастрофическое извержение 30 марта 1956 г. (кульминационная стадия) было спровоцировано обрушением восточного склона вулканической постройки объёмом 0,5 куб. км. Обвал трансформировался в холодную (< 100 °С) обломочную лавину, скорость которой превышала 60 м/с. Обломочная лавина образовала три ветви, вложенные в речные долины. Максимальный путь (22 км) прошла центральная ветвь. В процессе распространения обломочная лавина сдирала и толкала перед собой вал материала подножья вулкана (снег, почву, аллювий, растительность), который образовал протяжённые грязевые потоки. Сразу за обрушением последовал катастрофический направленный взрыв, вызванный тем, что обвал резко уменьшил литостатическое давление на магму, внедрившуюся в постройку на докульминационной стадии извержения. Материал, выброшенный взрывом (0,2 куб.км.), распространился вдоль восточного подножия вулкана в виде пирокластической волны (турбулентный поток горячей смеси газа и пирокластики). Скорость потока превышала 60 м/с, температура составляла около 300 °C. После направленного взрыва произошло извержение пирокластических потоков протяжённостью более 20 км. Высота эруптивного облака извержения достигла высоты около 35 км.
В результате извержения образовался подковообразный кратер диаметром ~1,3 км, открытый на восток. У восточного подножья вулкана на площади ~500 км² деревья и кустарники были сломаны и повалены в направлении от вулкана. В зоне разрушений возник покров специфических пирокластических отложений (отложения направленного взрыва). После пароксизма (посткульминационная стадия) в подковообразном кратере начал выжиматься купол вязкой лавы, формирование которого продолжается до настоящего времени.

### Формирование купола «Новый»
Формирование купола «Новый» началось сразу после кульминационной стадии 30 марта 1956 г. В первые годы на куполе происходило непрерывное выжимание жёстких обелисков. В дальнейшем рост купола стал прерывистым и наряду с жёсткими блоками с 1977 г. стали выжиматься вязкие лавовые потоки. Вязкость лавы продолжает постепенно снижаться и длина лавовых потоков постепенно увеличивается (снижение вязкости обусловлено постепенным уменьшением содержания кремнекислоты). В настоящее время лавовые потоки покрывают всю поверхность купола, который почти заполнил кратер 1956 г. Формирование купола на протяжении всей его истории сопровождается слабыми и умеренными эксплозивными извержениями с отложением небольших глыбово-пепловых пирокластических потоков и связанных с ними пирокластических волн пеплового облака. Частота извержений достигает 1-2 в год. Среди эксплозивных извержений, сопровождающих рост купола, можно условно выделить относительно сильные извержения 1977, 1979, 1985 и 1993 гг. Наиболее протяжённые пирокластические потоки, связанные с ростом купола «Новый», прошли расстояние — 12,5 км (1985 г). До 1984 г. пирокластические потоки не оказывали заметного эродирующего воздействия. В ходе последующих извержений пирокластические потоки стали прорезать желоба на склоне купола. Одновременно с усилением эродирующего воздействия пирокластических потоков во время извержений стали происходить крупные обрушения старых частей купола. Наиболее крупное обрушение купола произошло в ходе извержения 1985 г.

### Прочая вулканическая активность
В марте 2019 года Безымянный выбросил в воздух столб дыма высотой в 15 километров, а его сосед вулкан Шивелуч в 4 километра.
22 октября 2020 года началось извержение вулкана Безымянный. Система сейсмического мониторинга Камчатского филиала ФИЦ ЕГС РАН зафиксировала взрыв в 8.22 по камчатскому времени. Высота пеплового выброса составила около 10 километров.
24 мая 2022 года Безымянный выбросил пепел на высоту 5 километров. Пепловый шлейф распространился на 30 километров к северо-западу от вулкана.
18 октября 2023 года вулкан выбросил столб пепла размером 36 на 36 километров на высоту 10-11 километров на уровнем моря.

## Галерея

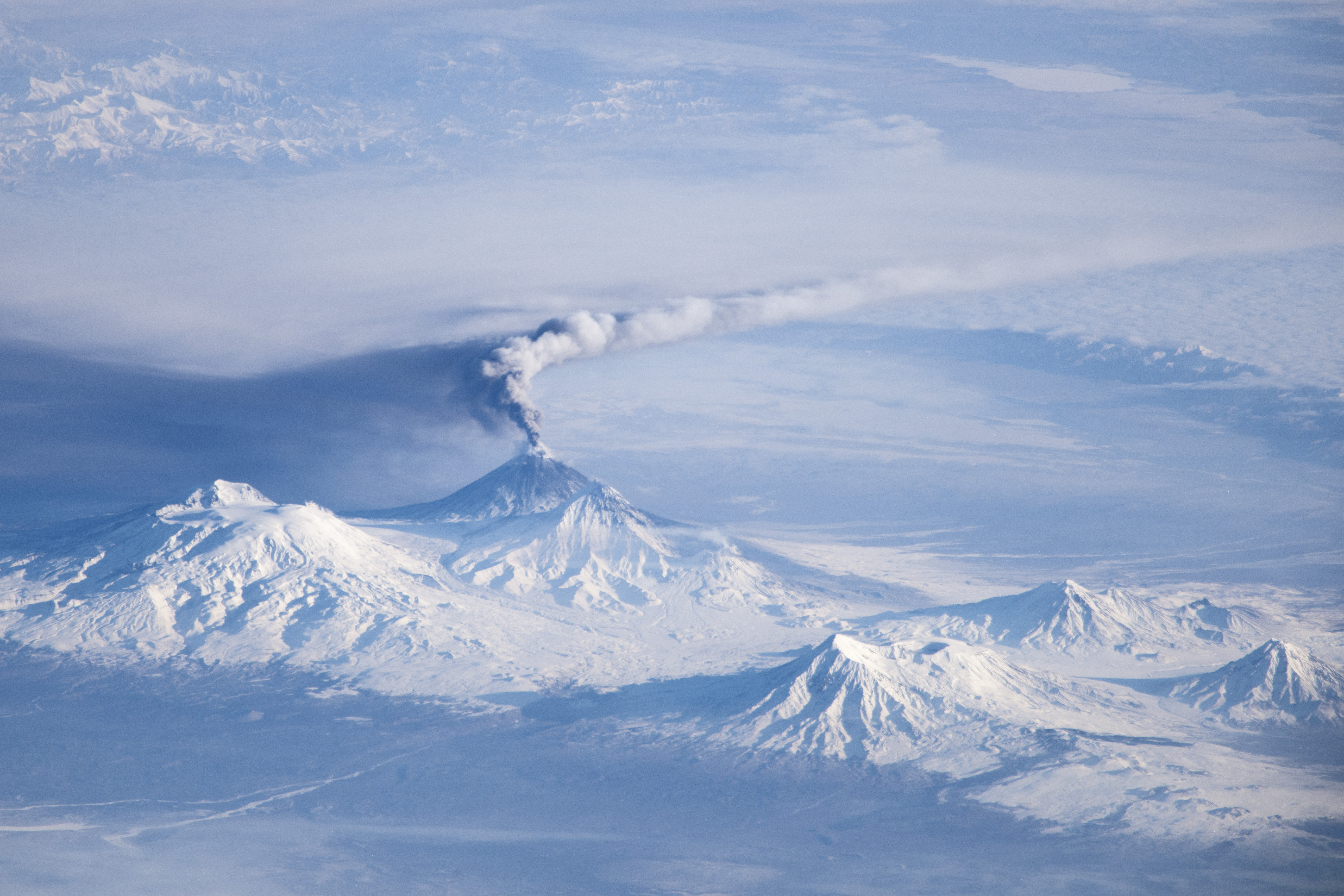
На фотографии, сделанной 16 ноября 2013 года с борта МКС, видны вулканы: Ушковский, Ключевской (дымит), Толбачик, Безымянный (второй справа от Ключевского), Зимина и Удина.[6] (англ.)
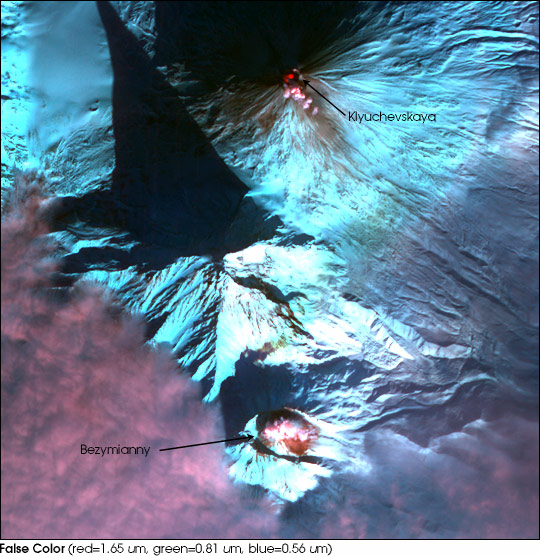
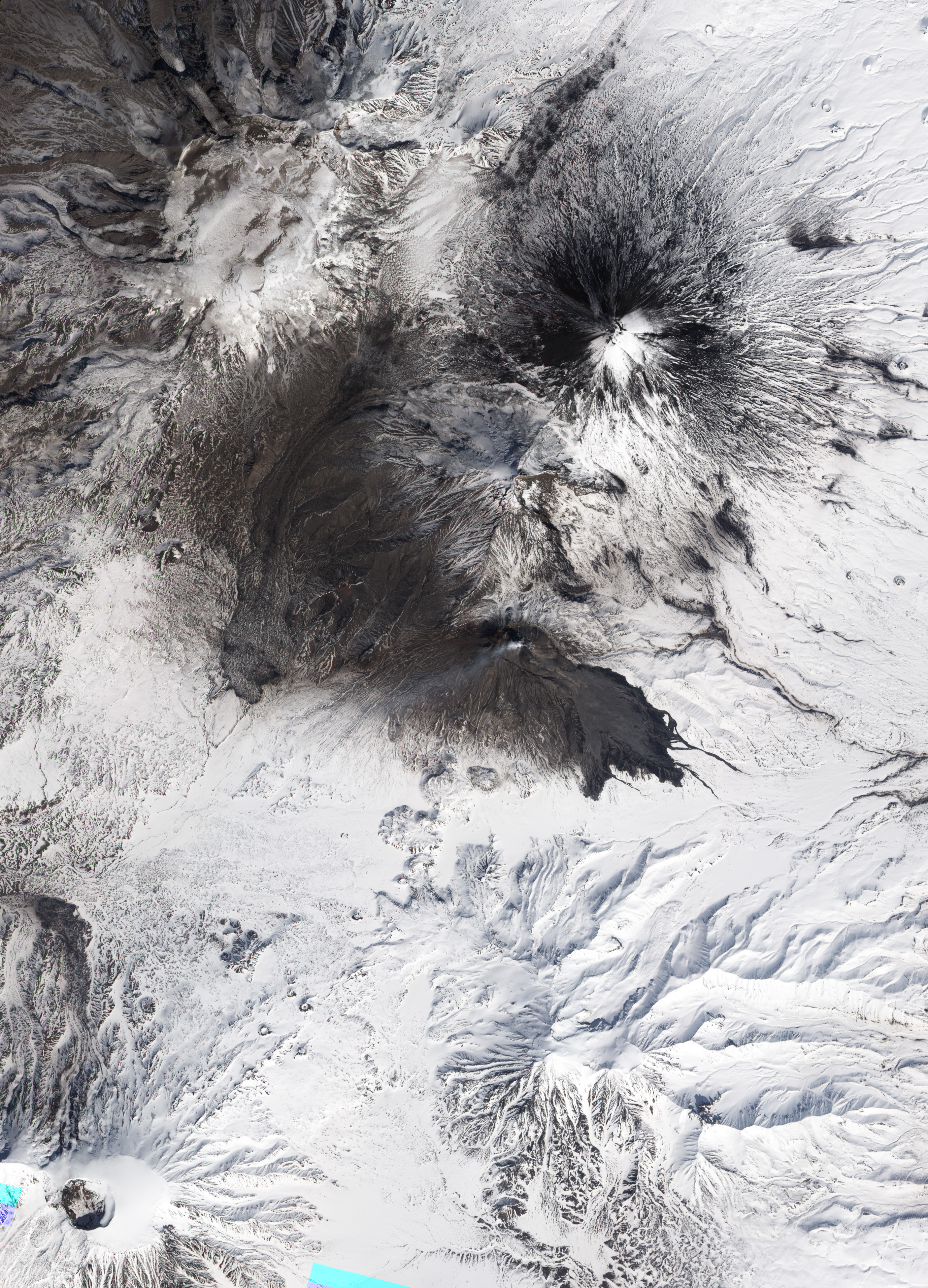
Спутниковый снимок в натуральных цветах, доказывающий что вулкан действующий.

## Топографическая карта
- Лист карты N-57-10 г Овальная-зимина. Масштаб: 1 : 100 000. Состояние местности на 1979 год. Издание 1986 г.